# Premio al Mejor Joven Economista de Francia
El Premio del Mejor Joven Economista es un premio francés otorgado todos los años, desde el año 2000, por Le Monde y el Círculo de los Economistas, a un economista francés de menos de cuarenta años «que ha combinado valoración reconocida y participación activa al debate público».
El premio existe para contribuir al desarrollo del pensamiento económico francés.

## Desarrollo
El anuncio de la abertura de las candidaturas para el premio está hecha en Le Monde. Los miembros del Círculo establecen una lista de candidatos, examinan sus trabajos y hacen una primera selección. Después de discusión con periodistas de Monde de l’économie, el laureado es escogido y recibe un premio de 3 000 euros ofrecidos por Le Monde. Sus trabajos están presentados en un número especial del Mundo de la economía, con los de los nominados. El premio es presentado en una ceremonia en el Senado por una figura económica prominente.

## Laureados
- 2000,  Agnès Bénassy-Quéré y Bruno Amable
- 2001,  Pierre Cahuc
- 2002,  Philippe Martin y Thomas Piketty
- 2003,  Pierre-Cyrille Hautcœur
- 2004,  David Martimort
- 2005,  Esther Duflo y Elyès Jouini
- 2006,  Thierry Mayer y Étienne Wasmer
- 2007,  David Thesmar
- 2008,  Pierre-Olivier Gourinchas
- 2009,  Yann Algan y Thomas Philippon
- 2010,  Emmanuel Saez
- 2011,  Xavier Gabaix[2]
- 2012,  Hippolyte de Albis[3]
- 2013,  Emmanuel Farhi[4]
- 2014,  Augustin Landier[5]
- 2015,  Pascaline Dupas[6]
- 2016,  Camille Landais[7]
- 2017,  Antoine Bozio[8]
- 2018,  Gabriel Zucman[9]
- 2019,  Stefanie Stantcheva[10]
- 2020,  Isabelle Méjean[11]
- 2021,  Xavier Jaravel[12]